# Chak Enayetnagar
Chak Enayetnagar é uma vila no distrito de South 24 Parganas, no estado indiano de Bengala Ocidental.

## Demografia
Segundo o censo de 2001, Chak Enayetnagar tinha uma população de 5661 habitantes. Os indivíduos do sexo masculino constituem 50% da população e os do sexo feminino 50%. Chak Enayetnagar tem uma taxa de literacia de 54%, inferior à média nacional de 59,5%; a literacia no sexo masculino é de 60% e no sexo feminino é de 47%. 17% da população está abaixo dos 6 anos de idade.